# Londoner Sinfonien

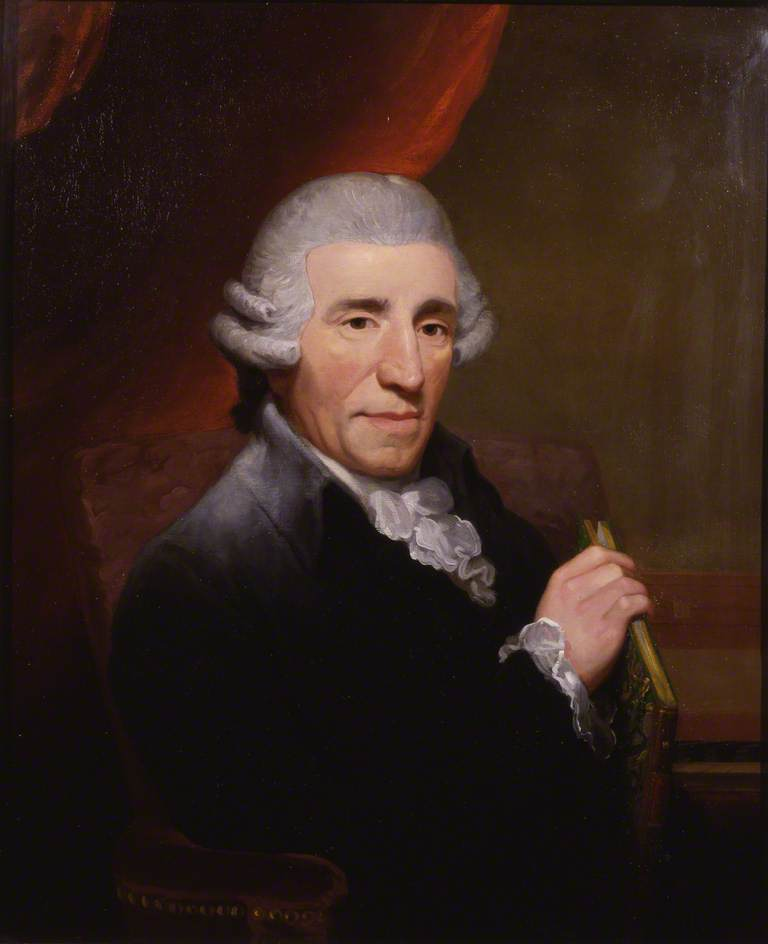
Joseph Haydn (1791), Ölgemälde von Thomas Hardy

Die Londoner Sinfonien sind ein Satz von zwölf Sinfonien, die Joseph Haydn zwischen 1791 und 1795 für seine beiden Reisen nach London 1791–1792 und 1794–1795 komponierte. Im Hoboken-Verzeichnis haben sie die Nummern H:93 bis H:104:
- Sinfonie Nr. 93 in D-Dur
- Sinfonie Nr. 94 in G-Dur „Mit dem Paukenschlag“
- Sinfonie Nr. 95 in c-Moll
- Sinfonie Nr. 96 in D-Dur „Le Miracle“ (Das Wunder)
- Sinfonie Nr. 97 in C-Dur
- Sinfonie Nr. 98 in B-Dur
- Sinfonie Nr. 99 in Es-Dur
- Sinfonie Nr. 100 in G-Dur „Militär“
- Sinfonie Nr. 101 in D-Dur „Die Uhr“
- Sinfonie Nr. 102 in B-Dur
- Sinfonie Nr. 103 in Es-Dur „Mit dem Paukenwirbel“
- Sinfonie Nr. 104 in D-Dur „London“

Sie zählen neben den sechs Pariser Sinfonien zu den bekanntesten und am häufigsten aufgeführten Sinfonien Haydns.

## Entstehung
Nachdem am 28. September 1790 Fürst Nikolaus Esterhazy gestorben war und dessen Nachfolger Anton I. die Schlosskapelle auflöste, zog Haydn nach Wien und schloss Anfang Dezember einen Vertrag mit dem Geiger und Konzertunternehmer Johann Peter Salomon für (zunächst) unter anderem sechs neue Sinfonien. Salomon hatte in London seit Jahren erfolgreich eine eigene Reihe von Abonnementskonzerten organisiert. Die Konzerte wurden auf zwei Jahre verteilt, da die Konzertsaison in London auf das Frühjahr beschränkt war. Die Subskription für diese Konzertreihe selbst umfasste je zwölf Konzerte, die 1791 zwischen dem 11. März und dem 3. Juni, im folgenden Jahr zwischen dem 17. Februar und dem 18. Mai stattfanden. In dieser Konzertreihe bildeten Haydns Werke (neben den Sinfonien beispielsweise auch eine Oper und mehrere kleinere Werke) zwar eine Attraktion, sie waren aber nicht der einzige Anziehungspunkt.
Anfang Januar 1791 kamen Haydn und Salomon in London an. Haydn war bei seinem Reiseantritt 58 Jahre alt, nach den damaligen Maßstäben fast schon ein alter Mann. Wesentliche Reisegründe dürften die guten geschäftlichen Aussichten einerseits und die Auflösung der Schlosskapelle der Esterhazy gewesen sein. Haydns Ankunft wurde in London als öffentliches Ereignis insbesondere von der Londoner Presse gefeiert. Bereits vor 1791 war Haydn in England, vor allem in London, bekannt. In seinem ersten ausführlichen Brief an Marianne von Genzinger schreibt er am 8. Januar:

„[…] meine anckunft verursachte grosses aufsehen durch die ganze stadt durch 3 Tag wurd ich in allen zeitungen herumgetragen: jederman ist begierig mich zu kennen. Ich muste schon 6 mahl ausspeisen, und könnte wenn ich wollte täglich eingeladen seyn, allein ich mus erstens auf meine Gesundheit, und 2tens auf meine arbeith sehen. […] alles dieses meine gnädige Frau war für mich sehr schmeichelhafft, doch wünschte ich mir auf eine zeit nach wienn fliehen zu könen um mehrere ruhe zur arbeith zu haben, dan der lärm auf denen gassen von dem allgemeinen verschiedenen Verkaufs Volck ist unausstehlich […].“

Vom 6. bis 8. Juli 1791 hielt sich Haydn in Oxford auf, wo ihm der Titel eines Ehrendoktors verliehen wurde. Die bei diesem Anlass wahrscheinlich gespielte Sinfonie Nr. 92 hatte er bereits 1788 komponiert. Der erste Aufenthalt in England endete am 3. oder 4. Mai 1792, der zweite dauerte vom 5. Januar 1794 bis zum 22. August 1795. Die Sinfonien Nr. 93–98 wurden für die von Salomon veranstalteten Konzerte des ersten englischen Aufenthalts geschrieben, Nr. 99–104 für den zweiten englischen Aufenthalt (Nr. 102–104 für die „Opera Concerts“). In den für die zweite Londonreise komponierten Sinfonien setzt Haydn Klarinetten ein, die bei den ersteren fehlen.
Bezogen auf die Kompositionszeit, ergibt sich grob folgende Reihenfolge (da Haydn nur die Jahreszahl in die Autographe einfügte, kann man die Reihenfolge nicht genau feststellen):
- 1791: Nr. 96, 95, 93, 94
- 1792: Nr. 98, 97
- 1793: Nr. 99
- 1794: Nr. 101, 100, 102
- 1795: Nr. 103, 104

Die Reihenfolge der Uraufführung weicht davon jedoch teilweise ab (siehe Liste der Sinfonien Joseph Haydns).